# Pa' ti/Lonely
Pa' ti e Lonely (promossi come un unico progetto dal titolo Pa' ti + Lonely) sono due brani musicali della cantante statunitense Jennifer Lopez e del cantante colombiano Maluma, pubblicati come doppio singolo il 24 settembre 2020.

## Descrizione
I brani sono i primi due singoli estratti dalla colonna sonora della commedia musicale Marry Me - Sposami, con protagonisti Jennifer Lopez e Maluma.

## Video musicale
Per i due brani è stato prodotto un unico videoclip contenente entrambi, diretto da Jessy Terrero e ambientato a New York e al castello di Oheka a Huntington (NY), che è stato pubblicato, dopo essere stato trasmesso in anteprima sul social network TikTok, sul canale YouTube di Jennifer Lopez lo stesso giorno di pubblicazione dei brani.

## Promozione
Entrambe le canzoni sono state eseguite per la prima volta da Jennifer Lopez e Maluma il 22 novembre 2020 nel corso della quarantottesima edizione degli American Music Award, svoltasi presso il Microsoft Theater di Los Angeles.

## Tracce
Pa' ti
Testi di Jennifer Lopez, Maluma, Elena Rose, Jon Leone, Edgar Barrera, musiche di Jon Leone, Edgar Barrera, Steve Mackey, Trevor Muzzy.
1. Pa' ti – 3:50
2. Pa' ti (Spanglish Version) – 3:50

Lonely
Testi di Maluma, Jennifer Lopez, Kevin Mauricio Jiménez Londoño, Chan El Genio, musiche di The Rude Boyz, Steve Mackey, Trevor Muzzy.
1. Lonely – 3:19

Pa' ti + Lonely - Vinile 12"
Lato A
1. Pa' ti (Spanish) – 3:50
2. Pa' ti (Spanglish) – 3:50

Durata totale: 7:40
Lato B
1. Lonely – 3:19

Durata totale: 3:19

## Classifiche
Pa' ti
| Classifica (2020-21)  | Posizione massima |
| --------------------- | ----------------- |
| Argentina             | 68                |
| Belgio (Vallonia)     | 80                |
| Bulgaria              | 1                 |
| Cile                  | 81                |
| Croazia               | 28                |
| Portogallo            | 148               |
| Repubblica Dominicana | 48                |
| Romania               | 5                 |
| Spagna                | 57                |
| Stati Uniti           | 125               |
| Stati Uniti (Latin)   | 9                 |
| Svizzera              | 74                |